# گیوم رائو
 گیوم رائو (انگلیسی: Guillaume Raoux؛ زاده ۱۴ فوریهٔ ۱۹۷۰) یک تنیس‌باز اهل فرانسه است. 